# Огняново (Софийская область)
Огняново (болг. Огняново) — село в Болгарии. Находится в Софийской области, входит в общину Елин-Пелин. Население составляет 151 человек (2022).

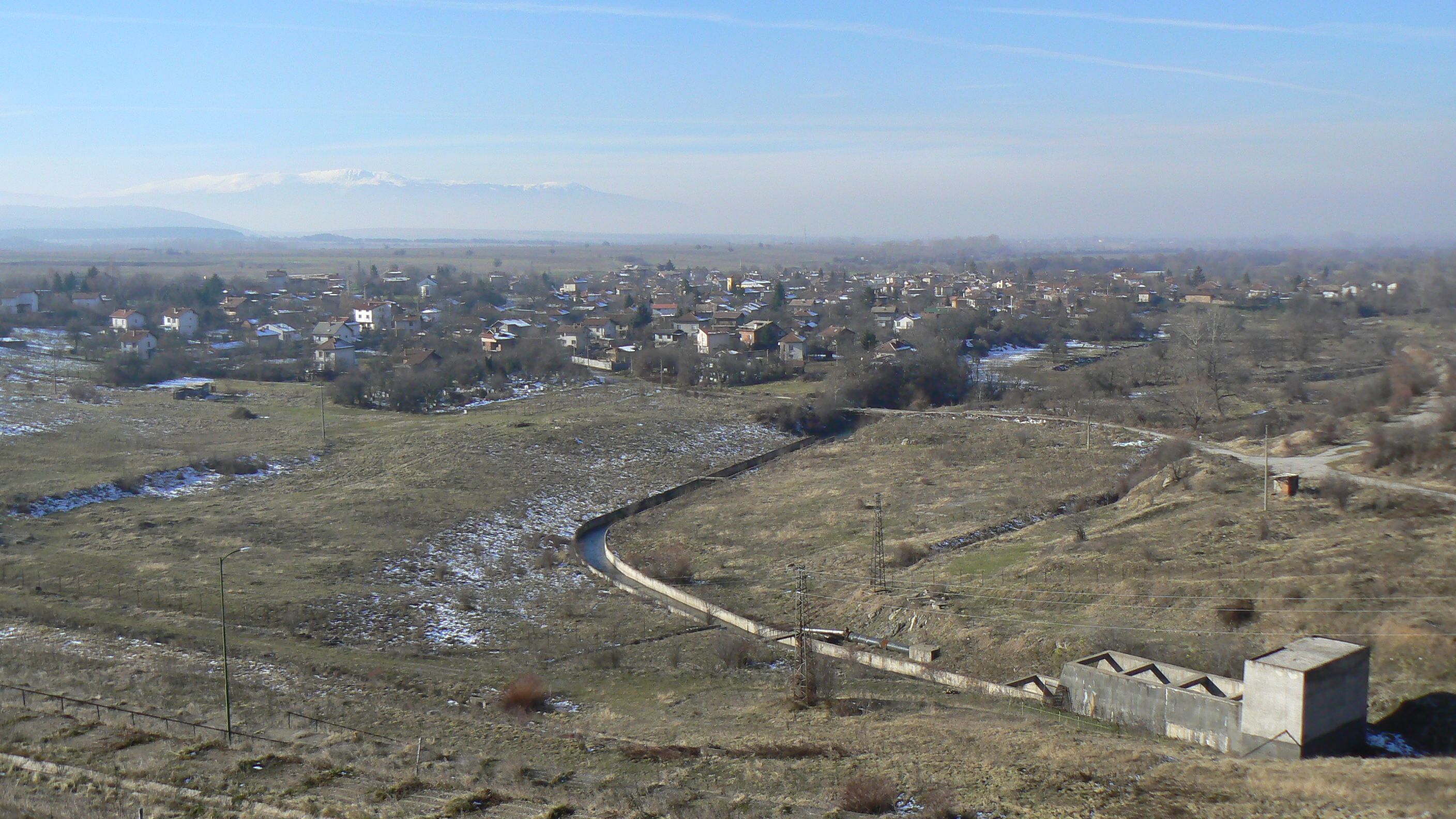

## Политическая ситуация
Огняново подчиняется непосредственно общине и не имеет своего кмета.
Кмет (мэр) общины Елин-Пелин — Галя Симеонова Георгиева (Граждане за европейское развитие Болгарии (ГЕРБ)) по результатам выборов в правление общины.